# О жизни, учениях и изречениях знаменитых философов
О жизни, учениях и изречениях знаменитых философов (др.-греч. Βίοι καὶ γνῶμαι τῶν ἐν φιλοσοφίᾳ εὐδοκιμησάντων; лат. Vitae Philosophorum) — труд позднеантичного историка философии Диогена Лаэртского, написанный предположительно во II—III веках. Произведение содержит различные сведения о философах Древней Греции, в том числе — биографические подробности, а также описание основных положений их учений.

## Содержание книги
Трактат состоит из 10 книг, включающих 82 биографии:
- 1 кн. Вступление: начало философии (Мусей, Лин), преемственности и школы в философии, семь «великих мудрецов» (Фалес, Солон, Хилон, Питтак, Биант Приенский, Клеобул, Периандр, Анахарсис, Мисон, Эпименид, Ферекид)
- 2 кн. Анаксимандр, Анаксимен, Анаксагор, Архелай, Сократ и другие философы — сократики, в том числе философы киренской, мегарской и эретрийской школ
- 3 кн. Платон
- 4 кн. Спевсипп, Карнеад, Ксенократ, Крантор, Аркесилай, Бион Борисфенит, Лакид из Кирены и другие философы — академики
- 5 кн. Аристотель и другие философы — перипатетики
- 6 кн. Антисфен, Диоген Синопский и другие философы — киники
- 7 кн. Зенон, Хрисипп и другие философы — стоики
- 8 кн. Пифагор, Эмпедокл, Филолай и другие философы — пифагорейцы
- 9 кн. Гераклит, Ксенофан, Левкипп, Демокрит, Парменид, Мелисс, Протагор, Пиррон и другие философы разных школ, в том числе элеаты, атомисты, софисты, скептики
- 10 кн. Эпикур и философы эпикурейской школы